# Carabao (animal)
Pour les articles homonymes, voir Carabao.
Le carabao (philippin : kalabaw ; bisaya : kabaw, kapampangan : damulag ; malais : kerbau) est un buffle d'eau domestique de type marécageux (Bubalus bubalis) originaire des Philippines. Ce bovin est souvent considéré comme l'animal national des Philippines bien que la Commission nationale pour la Culture et les Arts des Philippines ait déclaré que cette considération n'avait aucun fondement en droit philippin.
Des carabaos ont également été introduits à Guam depuis les Philippines au XVIIe siècle. Le carabao y ont acquis une grande importance culturelle pour les indigènes Chamorros et est également considéré comme l'animal national officieux de Guam. En Malaisie, le carabao (connu sous le nom de kerbau en malais) est aussi l'animal officiel de l'État de Negeri Sembilan.
On retrouve les buffles carabao au Bresil dans l’ile de Marajó , état du Parà, au nombre important de 500 000 environs, où ils ont été importés depuis des pays asiatiques.

## Étymologie
Le mot espagnol carabao est dérivé du bisaya karabàw (probablement d'origine waray),. Les cognats sont en cebuano kábaw, kebo en javanais, kerbau en malais et en néerlandais indonéisen karbouw. La femelle est appelée (en espagnol) un caraballa. La ressemblance du mot avec le caribou est une coïncidence et ils ne partagent pas une étymologie commune - un exemple de faux-ami.
Les carabaos sont également connus en tagalog sous le nom de kalabáw, dérivé de l'espagnol. Avant la période coloniale espagnole, les carabaos étaient plus connus sous le nom de nowang ou anowang et damulag parmi les groupes ethniques du sud et du centre de Luzon,.

## Caractéristiques

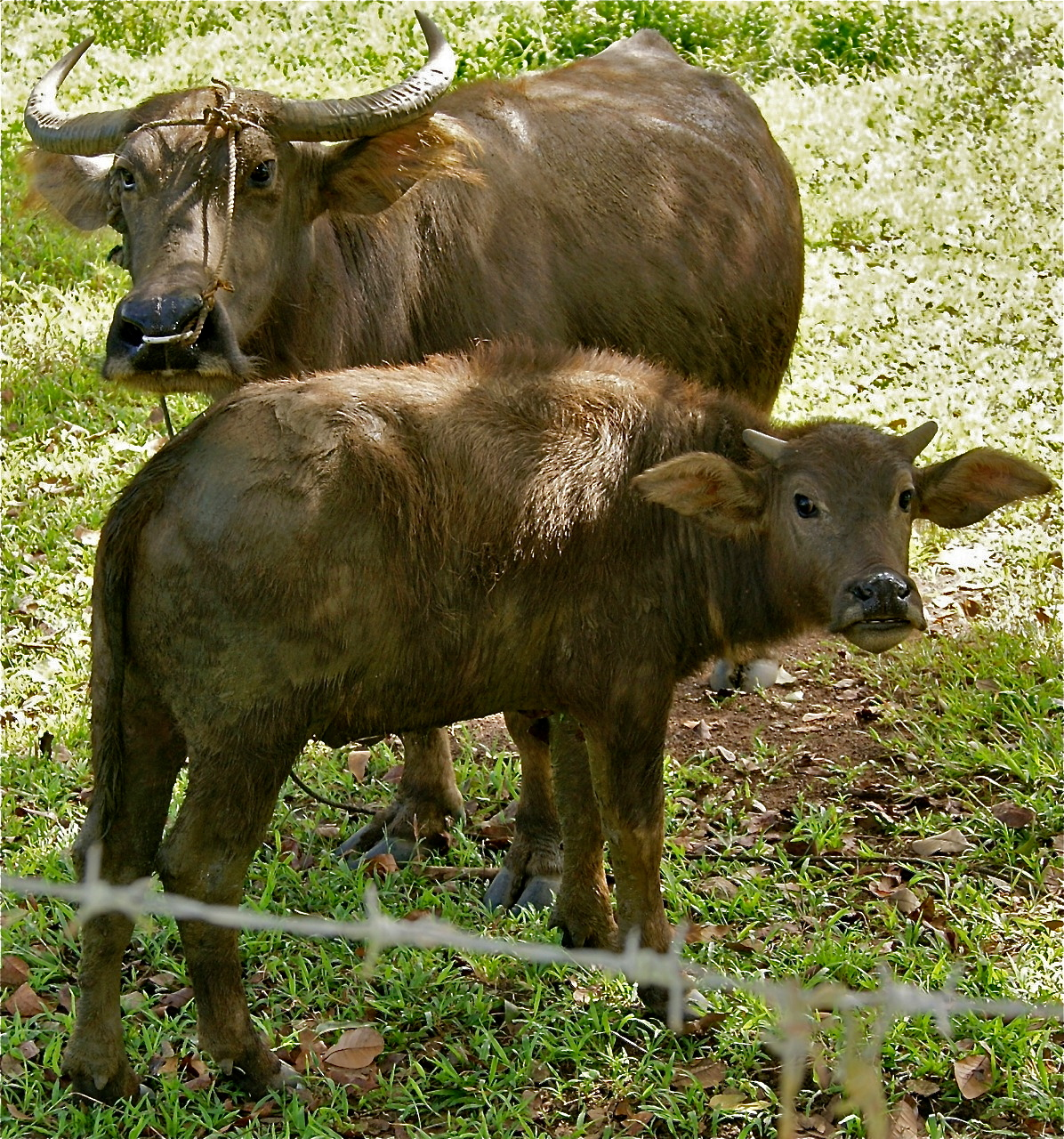
Une caraballa et un veau aux Philippines.

Les carabaos ont la taille basse, large et lourde des animaux de trait. Leur couleur varie du gris clair au gris ardoise. Les cornes sont en forme de faucille ou se courbent vers l'arrière au niveau du cou. Les chevrons Modèle:Quoi? sont courants. Les albinos représentent environ 3% de la population[réf. souhaitée]. Les carabaos mâles adultes pèsent entre 420 et 500 kg et les femelles entre 400 et 425 kg. La hauteur au garrot du mâle varie de 127 à 137 cm, et celle de la femelle de 124 à 129 cm.
Les buffles d'eau importés aux Philippines du Cambodge au début du XXe siècle sont appelés "carabaos cambodgiens". Ils ont des poils blancs ou jaunâtres sur une peau rosâtre, mais les yeux, les sabots et la bouche sont foncés et la peau peut être mouchetée. Ils sont légèrement plus gros et ont de plus grandes cornes. Les mâles pèsent en moyenne 673 kg et mesure 141 cm au garrot.

## Élevage

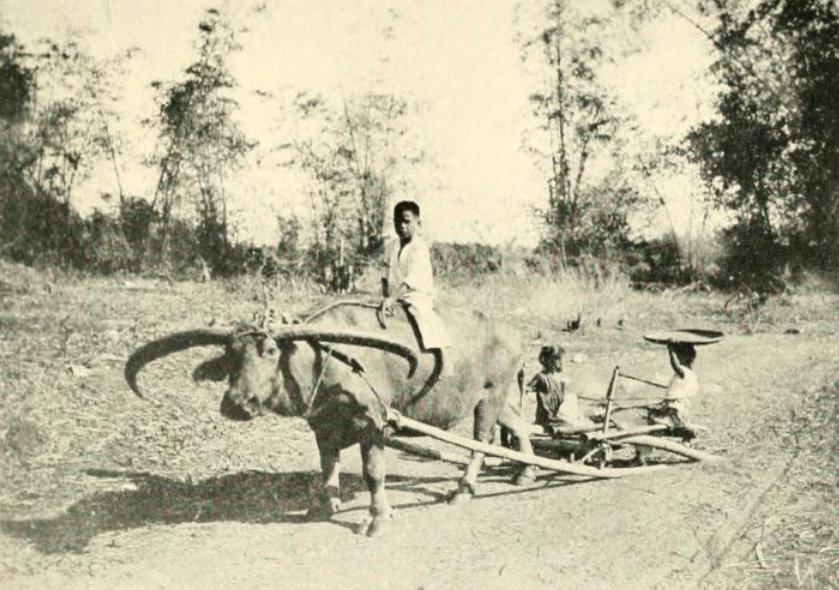
Un traîneau à carabao aux Philippines (v. 1913).

Les buffles d'eau sont bien adaptés à un climat chaud et humide. La disponibilité de l'eau est d'une grande importance dans les climats chauds car ils ont besoin de marais, de rivières ou d'éclaboussures pour réduire la charge thermique et la contrainte thermique. Les buffles des marais préfèrent se vautrer dans un trou de boue qu'ils creusent avec les cornes. Leur objectif est d'acquérir une épaisse couche de boue. Ils se nourrissent de nombreuses plantes aquatiques et en temps d'inondation paissent immergés, élevant la tête au-dessus de l'eau et transportant des quantités de plantes comestibles. Ils mangent des roseaux, le roseau géant, le scirpe, le carex, la jacinthe d'eau commune et le jonc. Les fourrages verts sont largement utilisés pour la production intensive de lait et pour l'engraissement. De nombreuses cultures fourragères sont conservées sous forme de foin, de paille ou de pulpe. Des essais aux Philippines ont montré que le carabao, sur fourrage de mauvaise qualité, avait un meilleur taux de conversion alimentaire que le bétail.
Le carabao se refroidit en s'installant dans un trou d'eau ou de la boue pendant la chaleur de la journée. La boue, incrustée sur son corps, la protège également des insectes gênants. Le carabao se nourrit principalement au frais des matins et des soirées. Sa durée de vie est de 18 à 20 ans et le carabao femelle peut accoucher d'un veau chaque année.

## Aux Philippines
Les traces les plus anciennes de buffles d'eau découverts aux Philippines sont de nombreux restes squelettiques fragmentaires récupérés dans les couches supérieures du site néolithique de Nagsabaran, une partie de Lal-lo et Gattaran Shell Middens (env. 2200 avant notre ère jusqu'à 400 ap. JC) au nord de Luzon. La plupart des restes sont constitués de fragments de crâne, dont presque tous ont des marques de coupures indiquant qu'ils avaient été massacrés. Les restes sont associés à des poteries rouges, des volutes de fuseau, des herminettes en pierre et des bracelets en jade. Ils présentent de fortes affinités avec des artefacts similaires provenant de sites archéologiques néolithiques austronésiens de Taiwan. Sur la base de la datation par le carbone 14 de la couche dans laquelle les fragments les plus anciens ont été trouvés, les buffles d'eau ont été introduits aux Philippines au moins 500 avant notre ère,.
Au début du XXe siècle, d'autres races de buffles d'eau ont été importées de Chine (les « buffles de Shanghai ») et du Cambodge pour travailler dans des plantations de canne à sucre. Celles-ci étaient généralement plus grandes et avaient de plus grandes cornes. Les buffles de Murrah ont été introduits pour la première fois depuis l'Inde en 1917. Quelques représentants de la race Niliravi ont également été acquis. Le mot carabao est utilisé pour désigner tant les buffles de rivière importés que pour les buffles de marais locaux.
Les carabaos sont largement présents dans toutes les plus grandes îles des Philippines. La peau de carabao était autrefois largement utilisée pour créer une variété de produits, y compris l'armure de guerriers philippins précoloniaux.
En 1993, le Philippine Carabao Center est créé pour conserver, propager et promouvoir le carabao en tant que source de traction animale, de viande, de lait et de peau au profit des agriculteurs ruraux grâce à l'amélioration génétique carabao, au développement et à la diffusion de la technologie, afin de leur assurer des revenus plus élevés et une meilleure nutrition. Le National Water Buffalo Gene Pool de Muñoz, Nueva Ecija, est une installation de sélection, de test et de propagation en continu de races supérieures de buffles laitiers.
En 2003, il y avait 3,2 millions de carabao aux Philippines dont 99% appartenaient à de petits agriculteurs aux ressources limitées, aux faibles revenus et avec un accès limité à d'autres opportunités économiques.
L'une des nombreuses raisons de l'échec de la tentative de pacification japonaise des Philippines pendant leur occupation de 1941 à 1945 était leur indifférence aux bases de l'économie philippine. Les carabaos ont fourni la main-d'œuvre nécessaire qui a permis aux agriculteurs philippins de cultiver du riz et d'autres denrées de base. Les patrouilles de l'armée japonaise confisquaient non seulement le riz, mais massacraient également les carabaos pour la viande, empêchant ainsi les agriculteurs de cultiver suffisamment de riz pour nourrir la population. Avant la Seconde Guerre mondiale, environ trois millions de carabaos habitaient les Philippines. À la fin de la guerre, près de 70% d'entre eux avaient été tués.
L'ancienne méthode payatak d'agriculture est encore utilisée dans le nord de Samar. Le sol de la rizière est d'abord adouci avec de l'eau de pluie ou un bassin versant détourné, puis l'agriculteur guide un groupe de carabaos pour piétiner la zone de plantation jusqu'à ce qu'il soit suffisamment détrempé pour recevoir les plants de riz. Cette tâche fastidieuse produit des rendements et des revenus inférieurs par rapport à l'avancement dans les champs irrigués.
À la fin des années 1980, le personnage de marionnettes carabao Kardong Kalabaw est devenu populaire en tant que symbole du travail acharné et du sens de l'industrie du peuple philippin.
Les courses de carabao sont un sport très populaire parmi les agriculteurs et les amateurs de carabao aux Philippines, notamment dans le centre, le sud de Luzon et le sud de Cotabato.

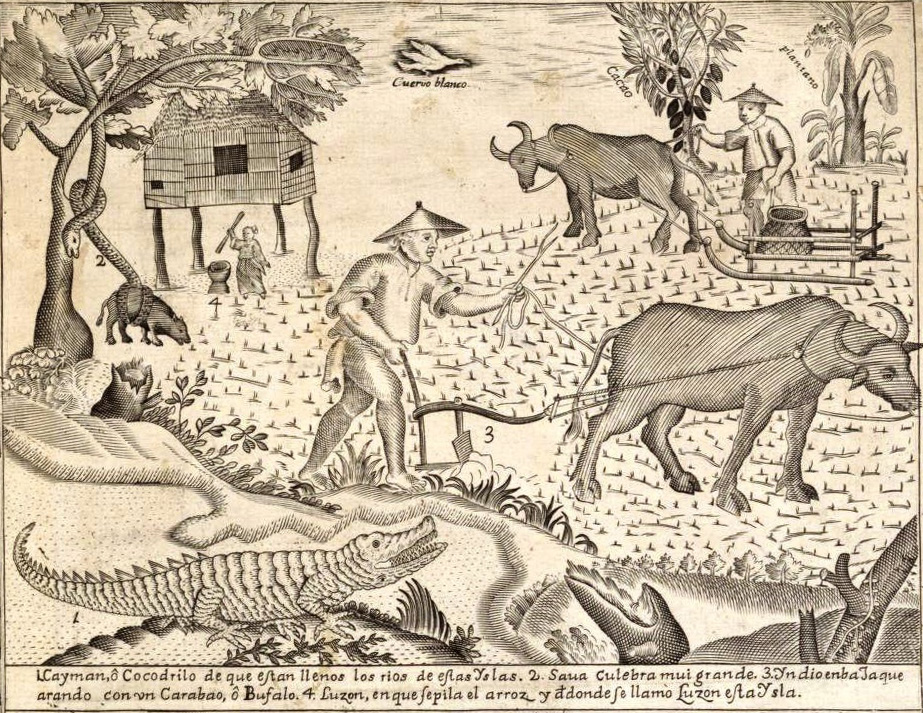
Une illustration de la Carta Hydrographica y Chorographica de las Yslas Filipinas (1734) montre les carabaos comme des bêtes de somme.
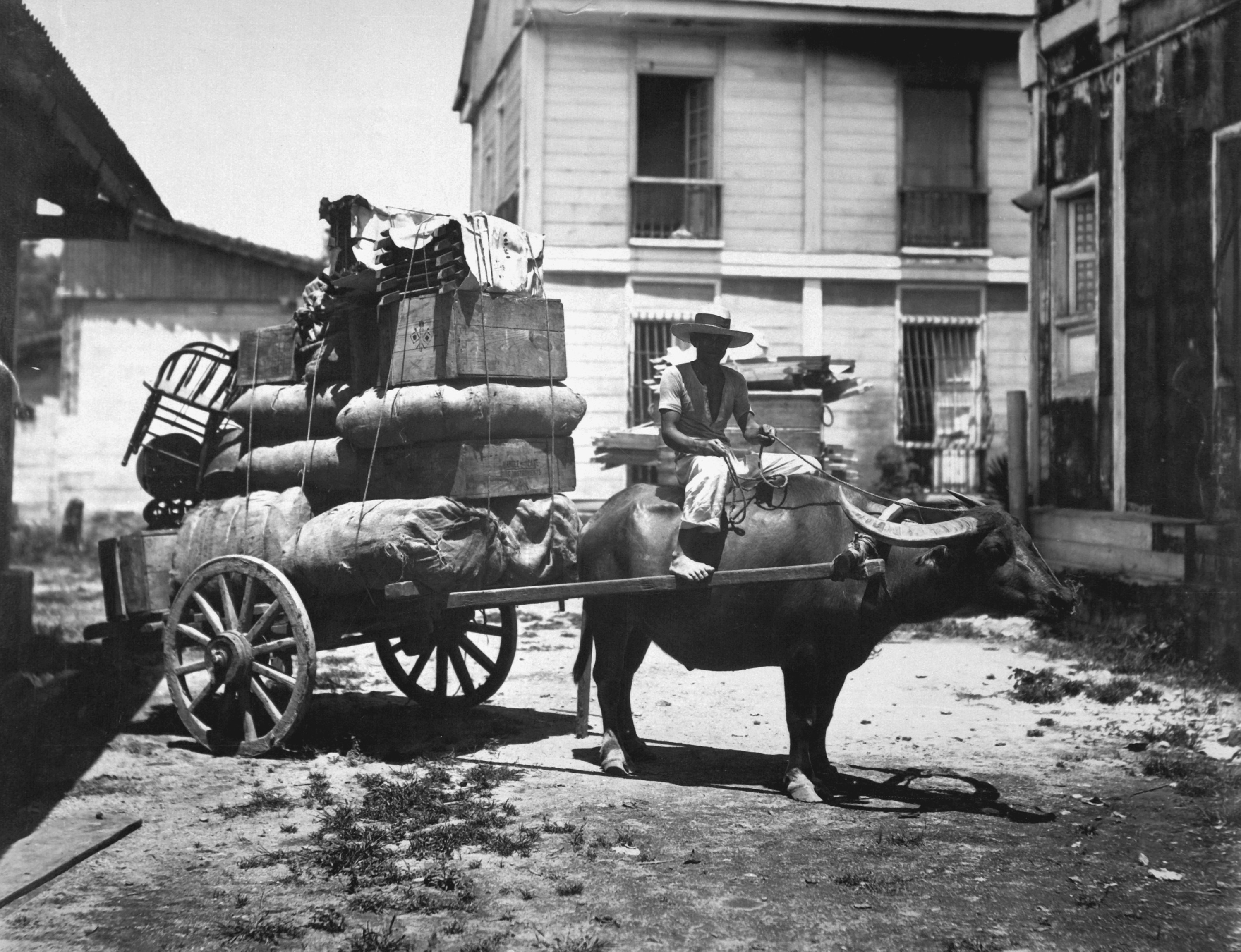
Carabao aux Philippines (vers 1899).
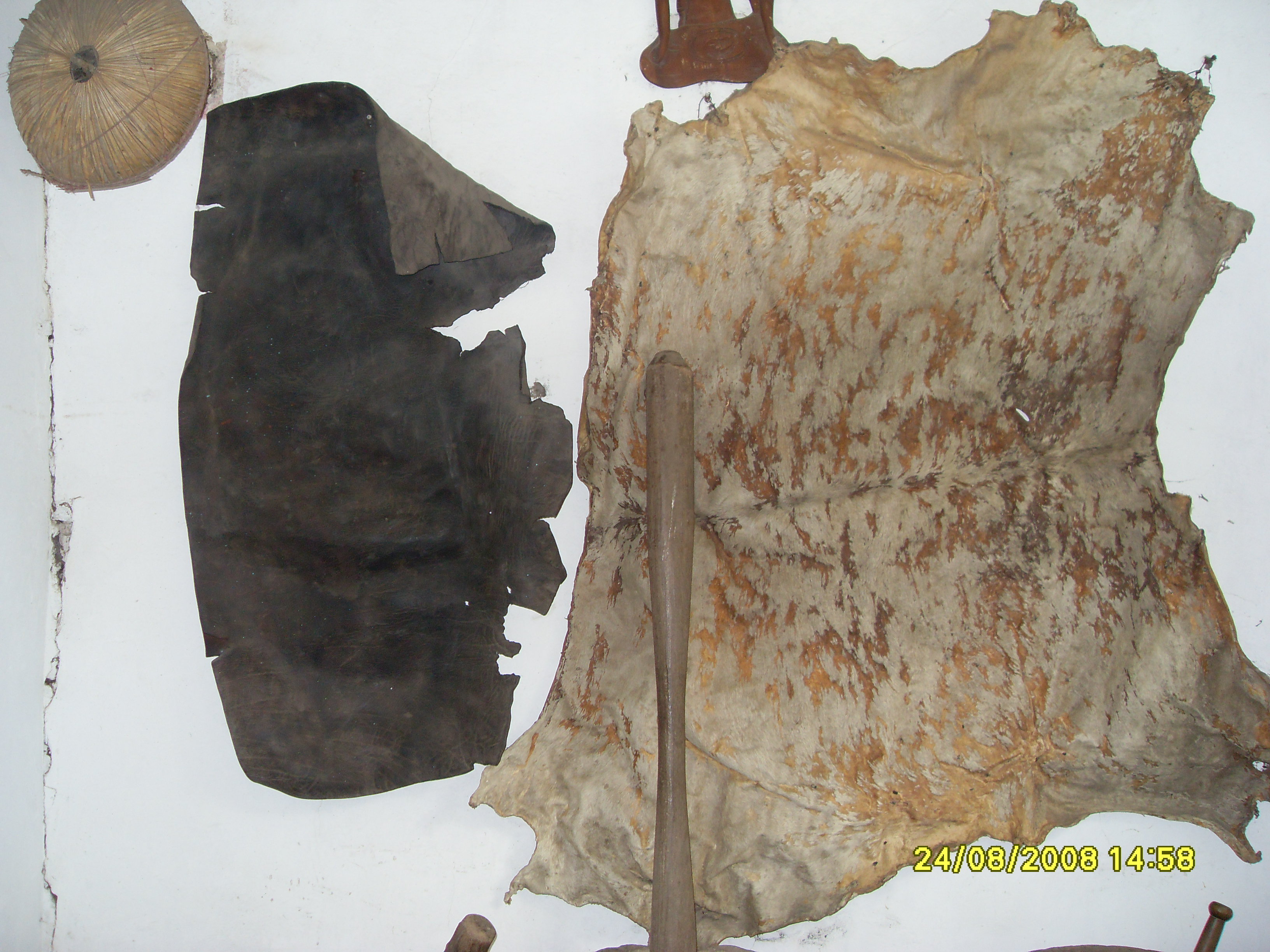
La peau durcie d'un carabao (à gauche) et d'une vache (à droite), exposée au musée Crisologo, à Vigan, Ilocos Sur, Philippines.
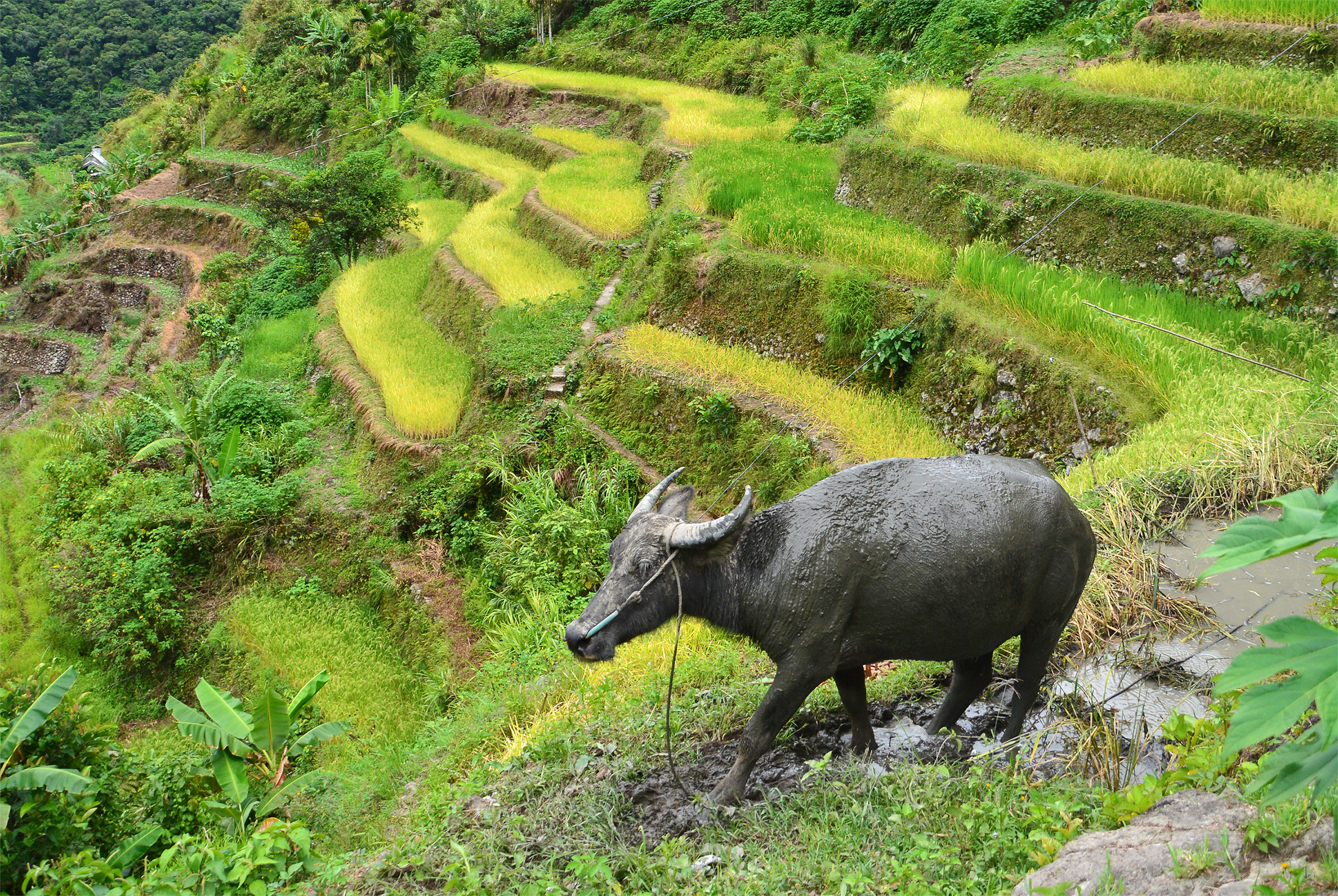
Un carabao dans les rizières en terrasses de Batad.
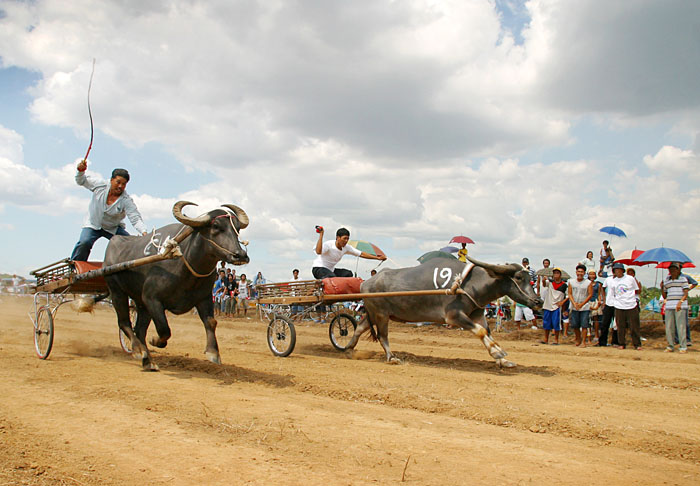
Course de carabaos à Pulilan au moment du Carabao Festival en l'honneur du Saint patron Isidore le Laboureur.
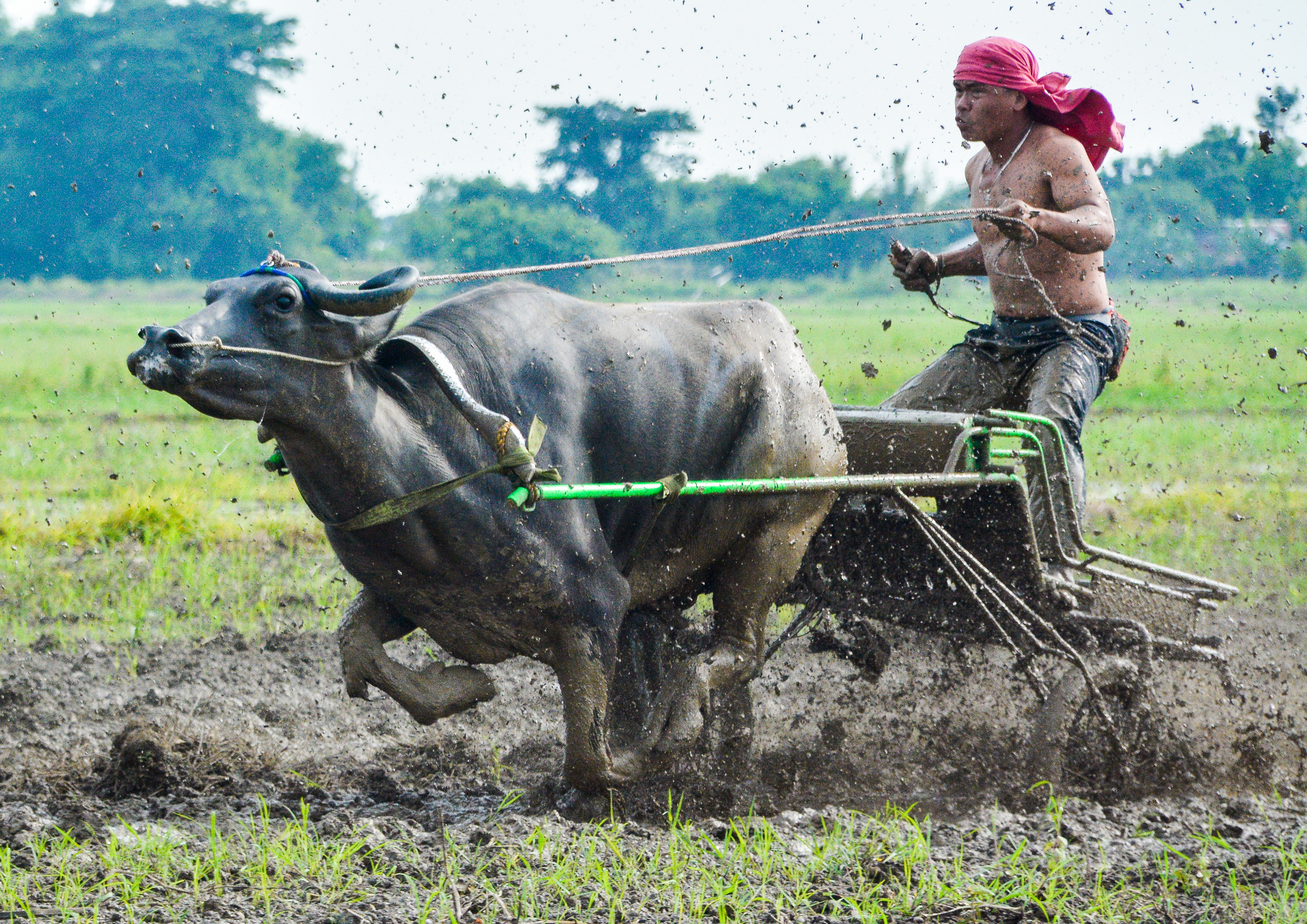